# Vicepresidente del Ecuador
La vicepresidenta del Ecuador, también denominado vicepresidenta constitucional de la República del Ecuador es la segunda más alta posición del poder en el Ecuador. Actualmente el cargo es ejercido por María José Pinto, electa en las elecciones presidenciales de Ecuador, el 13 de abril de 2025, en binomio con Daniel Noboa.

## Historia
El cargo de vicepresidente ha existido desde el inicio de la república. Su primer titular fue José Joaquín de Olmedo. La función principal del vicepresidente es suceder al presidente de la república de forma temporal o definitiva, pero ha tenido varios roles adicionales dependiendo de la constitución vigente. Por ejemplo, desde 1946 a 1963, el vicepresidente ejercía como presidente de la Cámara del Senado del Congreso Nacional. Entre 1978 y 1998, el vicepresidente era presidente del Consejo Nacional de Desarrollo. Desde 1978, el vicepresidente puede tener las facultades que el presidente de la república le asigne.
La residencia y sede de la vicepresidencia es el Palacio de la Vicepresidencia, que se encuentra atrás del Palacio de Carondelet. Los vicepresidentes usualmente han sido elegidos junto con el presidente de la república a través del voto popular, como ha sido desde 1978 en un mismo binomio, pero en varias constituciones no fue así: en la Carta Negra, el vicepresidente era designado por el presidente; desde 1946 hasta 1970 el vicepresidente era elegido de forma independiente. En dos ocasiones (Manuel Sotomayor y Luna y Jorge Zavala Baquerizo) fue elegido un vicepresidente de una lista diferente a la del presidente. 
Ha habido solo dos vicepresidentes interinos, Rafael Pérez Pareja, designado por la Asamblea Constituyente para subrogar a José María Plácido Caamaño durante su interinazgo previo a su Presidencia Constitucional y Manuel de Ascazubi y Matheu designado para subrogar a Gabriel García Moreno en 1869 durante la redacción de la Carta Negra, siendo encargado del poder durante todo el proceso constituyente al rechazar el cargo García Moreno.
Dos vicepresidentes han sido encarcelados mientras ejercían su cargo: Carlos Julio Arosemena Monroy, vicepresidente de José María Velasco Ibarra en 1961, acusado de conspirar contra el presidente y encarcelado sin juicio previo por orden de Velasco Ibarra, manteniéndose privado de libertad por pocas horas antes de ser liberado y asumir la presidencia al ser derrocado el presidente. El último fue Jorge Glas, durante su segundo período como vicepresidente de Lenín Moreno, por ser acusado de asociación ilícita, encarcelado de forma preventiva desde octubre del 2017, encontrado culpable posteriormente y condenado a seis años de cárcel, perdiendo su cargo por ausencia definitiva al no ejercer el cargo por más de tres meses.
En muchas ocasiones los vicepresidentes han tenido relaciones complicadas con el presidente de la República, como fue el caso de José María Velasco Ibarra con Jorge Zavala Baquerizo; Lucio Gutiérrez con Alfredo Palacio; y, recientemente, los casos de Lenín Moreno con Jorge Glas, que terminó con Moreno retirando las funciones que le había otorgado a Glas, y el de Daniel Noboa con Verónica Abad, quienes evidenciaron un claro distanciamiento desde que fueron elegidos. 
En ciertos casos el vicepresidente ha tenido que asumir la Presidencia de la República; el último en hacerlo fue Alfredo Palacio. Cuando esto ocurre, el Congreso Nacional elige al nuevo vicepresidente. Un caso particular ocurrió durante la crisis política de 1997, cuando, al caer Abdalá Bucaram el Congreso Nacional designó a Fabián Alarcón como presidente interino en vez de permitir que la vicepresidente Rosalía Arteaga asuma de forma definitiva como presidenta constitucional. Eso se debió a que el Congreso, en el año 1996, mediante una reforma a la Constitución eliminó el artículo que establecía la sucesión presidencial en caso de falta definitiva del presidente, lo que creó un vacío constitucional.
Hasta ahora, han existido cinco mujeres que han ocupado el cargo de vicepresidente: Rosalía Arteaga, elegida por mandato popular como vicepresidente de Abdalá Bucaram y Fabián Alarcón hasta su renuncia; María Alejandra Vicuña, designada como vicepresidente encargada por el presidente Lenín Moreno tras el encarcelamiento de Jorge Glas, y posteriormente elegida por la Asamblea Nacional en las elecciones vicepresidenciales de 2018 tras comprobarse el abandono del cargo de Glas por su situación legal; María Alejandra Muñoz, elegida por la Asamblea Nacional, en las elecciones vicepresidenciales de 2020, para reemplazar a Otto Sonnenholzner, quien renunció a su cargo; Verónica Abad y María José Pinto, elegidas por mandato popular como binomios de Daniel Noboa en 2023 y 2025, respectivamente.

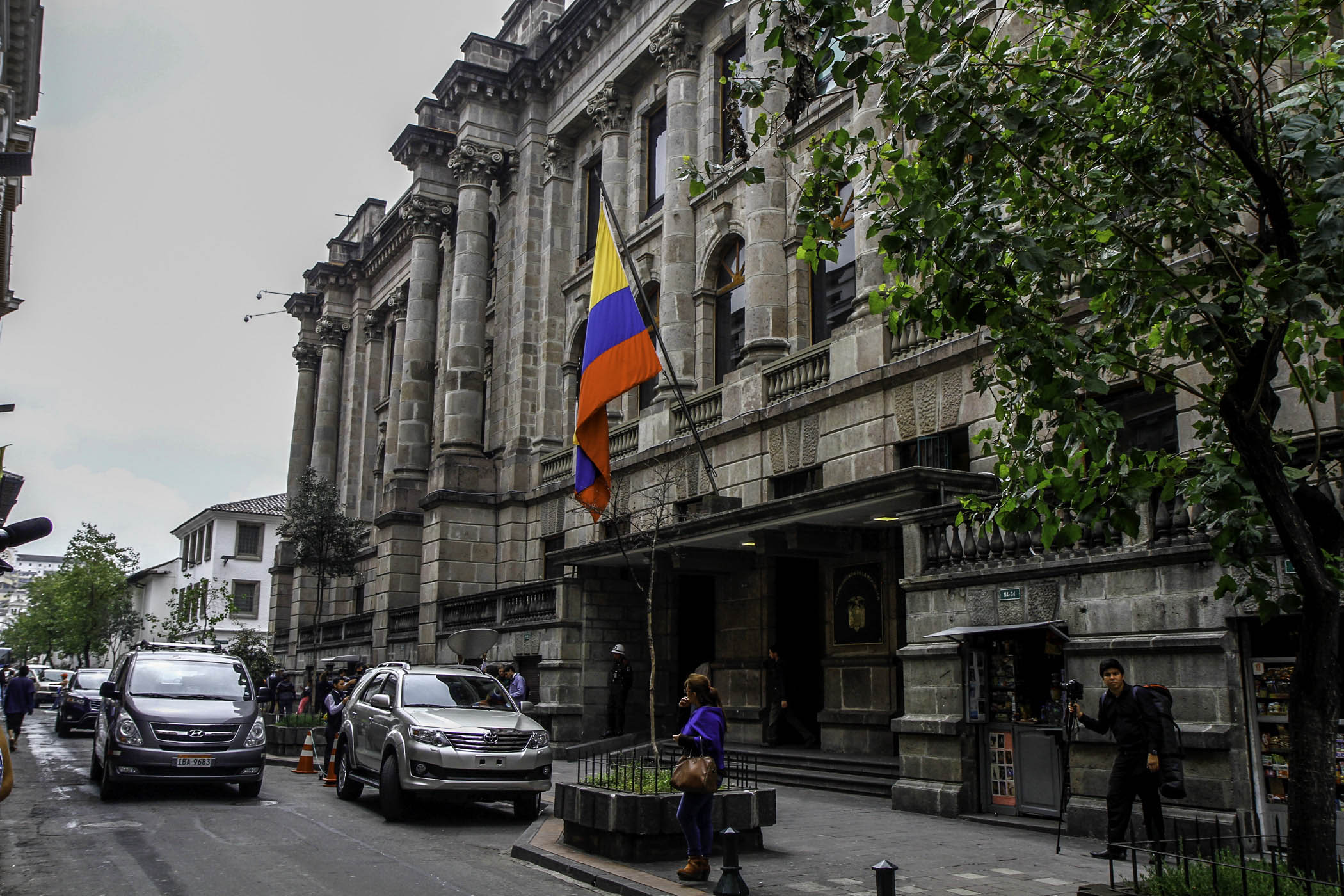
Palacio de la Vicepresidencia.

### Mandatos y facultades
Bajo la actual Constitución del Ecuador, los mandatos y facultades del vicepresidente son las siguientes:
Art. 143. Las candidaturas a la presidencia y a la vicepresidencia de la república constarán en la misma papeleta. El presidente y el vicepresidente serán elegidos por mayoría absoluta de votos válidos emitidos. Si en la primera votación ningún binomio hubiera logrado mayoría absoluta, se realizara una segunda vuelta electoral dentro de los siguientes cuarenta y cinco días, y en ella participaran los dos binomios más votados en la primera vuelta. No será necesaria la segunda votación si el binomio que consiguió el primer lugar obtiene al menos el cuarenta por ciento de los votos válidos y una diferencia mayor de diez puntos porcentuales sobre la votación lograda por el binomio ubicado en el segundo lugar. 
Art. 146. En caso de ausencia temporal en la Presidencia de la República, lo reemplazará quien ejerza la vicepresidencia. Se considerará ausencia temporal la enfermedad u otra circunstancia de fuerza mayor que le impida ejercer su función durante un período máximo de tres meses, o la licencia concedida por la Asamblea Nacional. En caso de falta definitiva de la presidenta o presidente de la república, lo reemplazará quien ejerza la vicepresidencia por el tiempo que reste para completar el correspondiente período presidencial. 
Art. 149. Quien ejerza la vicepresidencia de la república cumplirá los mismos requisitos, estará sujeto a las mismas inhabilidades y prohibiciones establecidas para la presidenta o presidente de la república, y desempeñará sus funciones por igual período.  El vicepresidente de la república, cuando no reemplace al presidente de la república, ejercerá las funciones que ésta o este le asigne.
Art. 150. En caso de ausencia temporal de quien ejerza la vicepresidencia de la república, corresponderá el reemplazo al ministro de Estado que sea designado por la presidencia de la república. Serán causas de ausencia temporal de quien ejerza la vicepresidencia de la república las mismas determinadas para la presidencia de la república. En caso de falta definitiva del vicepresidente de la república, la Asamblea Nacional, con el voto conforme de la mayoría de sus integrantes, elegirá su reemplazo de una terna presentada por la Presidencia de la República. La persona elegida ejercerá sus funciones por el tiempo que falte para completar el período. Si la Asamblea Nacional omite pronunciarse en el plazo de treinta días de notificada la petición, se entenderá elegida la primera persona que conforme la terna.
Fuente:

## Estructura Orgánica de la Vicepresidencia
Se detalla la estructura y funcionamiento de la Vicepresidencia de la República a la actualidad, la cuál cambia acorde a las funciones otorgadas por el Presidente.
- Vicepresidencia de la República
  - Secretaría General de la Vicepresidencia
    - Subsecretaría General
    - Subsecretaría de Articulación y Fortalecimiento Intersectorial de Gestión Pública Social
      - Dirección de Articulación y Fortalecimiento de Gestión Pública de la Primera Infancia y Desnutrción Crónica Infantil
      - Dirección de Articulación y Fortalecimiento a la Educación Intercultural
      - Dirección de Articulación y Fortalecimiento en Salud Mental
      - Dirección de Articulación y Fortalecimiento para la prevención y atención del embarazo adolescente

    - Subsecretaría de Vinculación y Cooperación Social
      - Dirección de Vinculación y Cooperación con organismos internacionales
      - Dirección de Vinculación y Cooperación con la sociedad civil

    - Subsecretaría de Evaluación y Seguimiento de Gestión Pública Social
      - Dirección de estadísticas y resultados de la Gestión Pública Social
      - Dirección de seguimiento y monitoreo de política pública social

Fuente:

## Vicepresidentes de la República del Ecuador
En la historia de la república, la figura del vicepresidente no ha sido constante, siendo esta suprimida por varias ocasiones, siendo detallado en el artículo principal.

## Vida posvicepresidencia
Los vicepresidentes constitucionales del Ecuador, al terminar su periodo, reciben de forma vitalicia una pensión mensual por su labor, la cual corresponde, según la actual Ley de Servicio Público, al 75 % de la remuneración vigente del vicepresidente de la república en funciones. Cuando los vicepresidentes fallecen, la pensión pasa a sus viudas hasta su fallecimiento, caso en el cual la pensión pasará a los hijos del vicepresidente hasta que cumplan la mayoría de edad. En el caso de los vicepresidentes elegidos por el Legislativo, estos reciben el 50 % de la remuneración vigente. El único exvicepresidente que renunció a los beneficios acorde a la ley fue Otto Sonnenholzner.
Muchos exvicepresidentes se han mantenido retirados de la política luego de concluir sus periodos, dedicados a labores privadas y algunos han vuelto a la vida pública. Jerónimo Carrión, Antonio Borrero, Alfredo Baquerizo Moreno y Lenín Moreno son los únicos exvicepresidentes elegidos presidentes de la República. Otto Sonnenholzner fue candidato a la Presidencia de la República para las elecciones anticipadas de 2023, en las cuales no resultó electo. Pocos vicepresidentes que no hayan asumido la presidencia han solicitado asilo político; el último fue Alberto Dahik. Mientras tanto, otros exvicepresidentes han sido investigados por actos de corrupción y han sido detenidos o condenados, como en los casos de Jorge Glas y María Alejandra Vicuña.

### Exvicepresidentes vivos

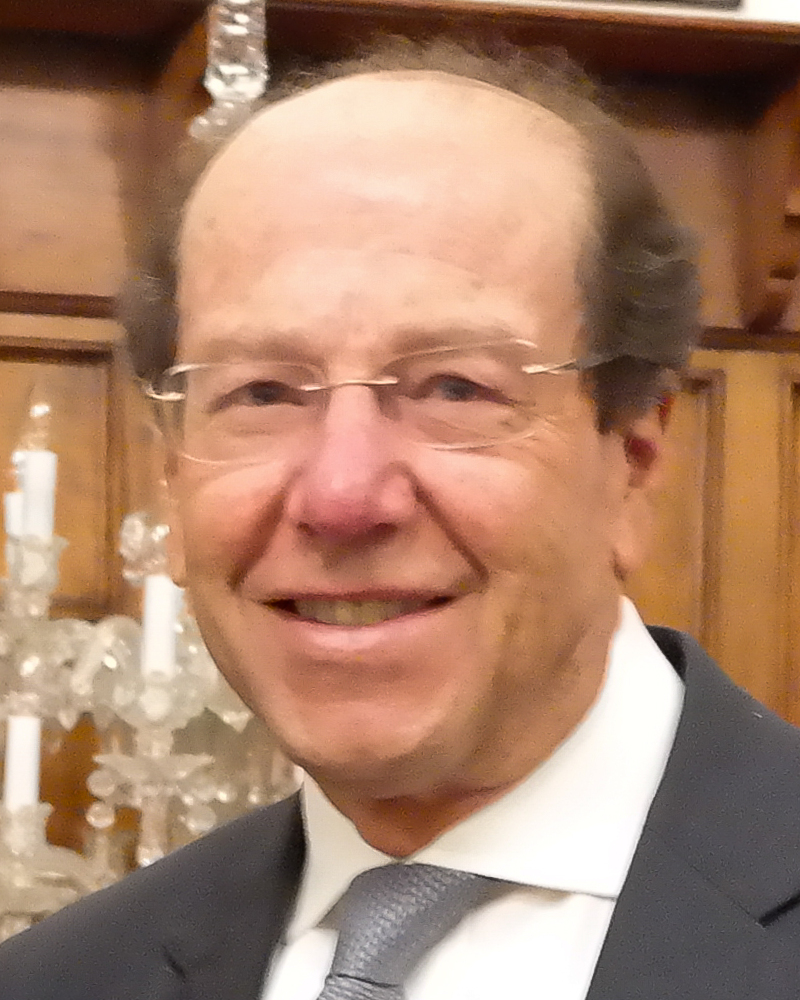
Osvaldo Hurtado Larrea 86 años (1979 - 1981)
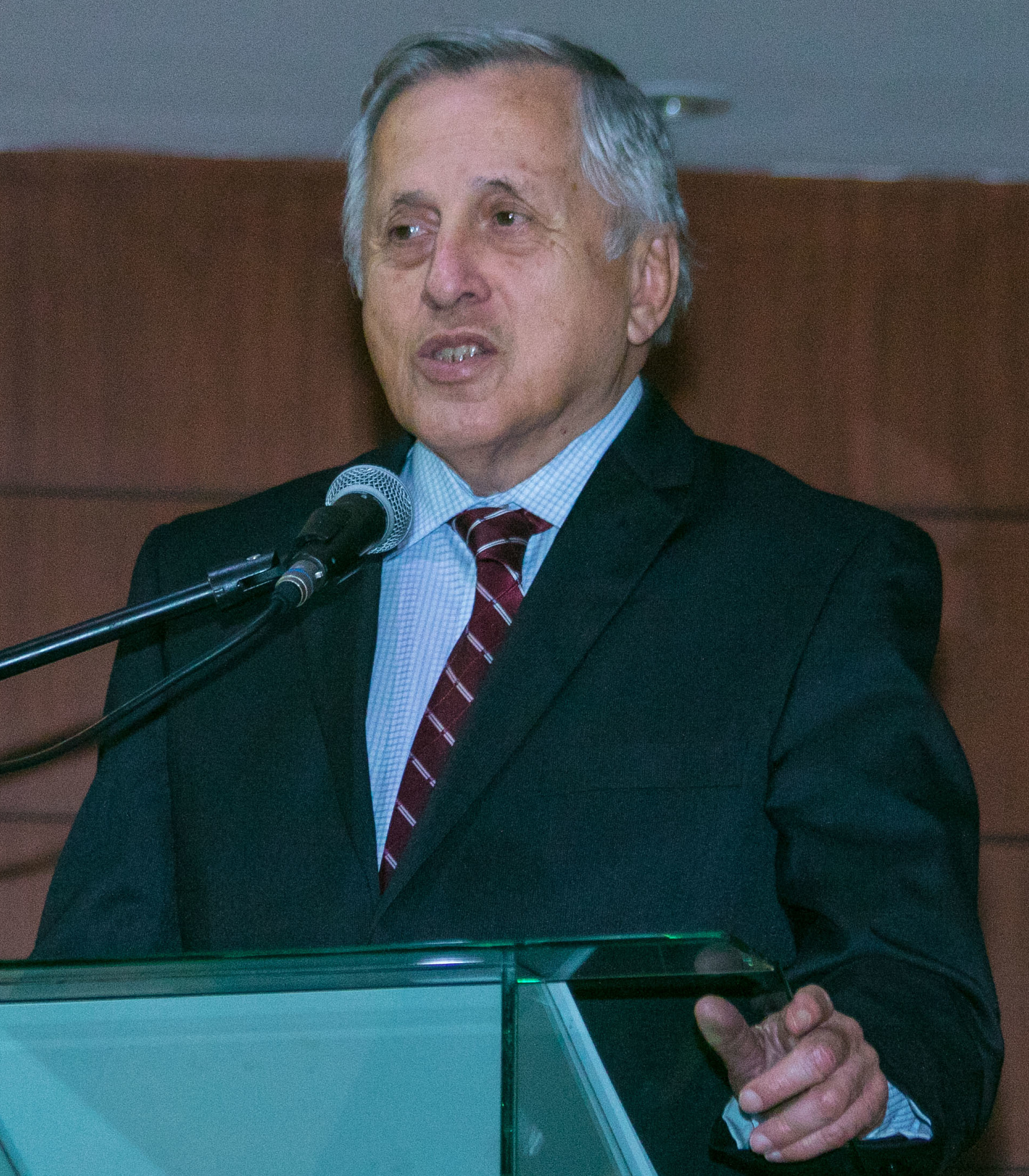
León Roldós Aguilera 83 años (1981 - 1984)
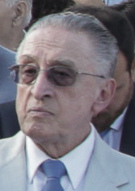
Blasco Peñaherrera 91 años (1984 - 1988)
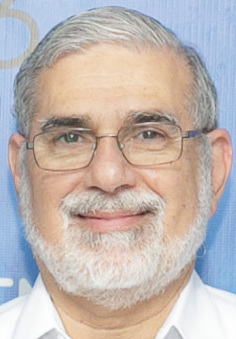
Alberto Dahik
 71 años
(1992 - 1995)
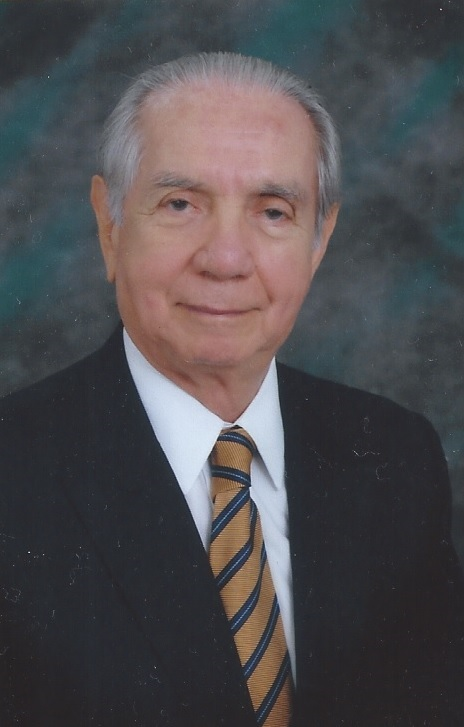
Eduardo Peña Triviño 88 años (1995 - 1996)
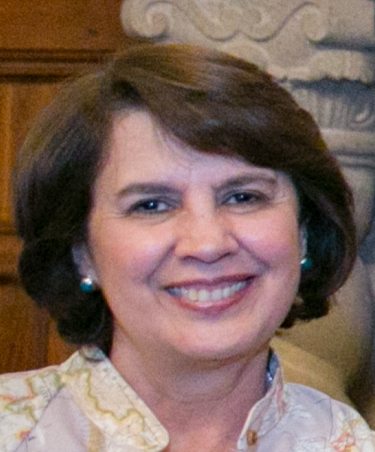
Rosalía Arteaga Serrano 68 años (1996 - 1997) (1997 - 1998)
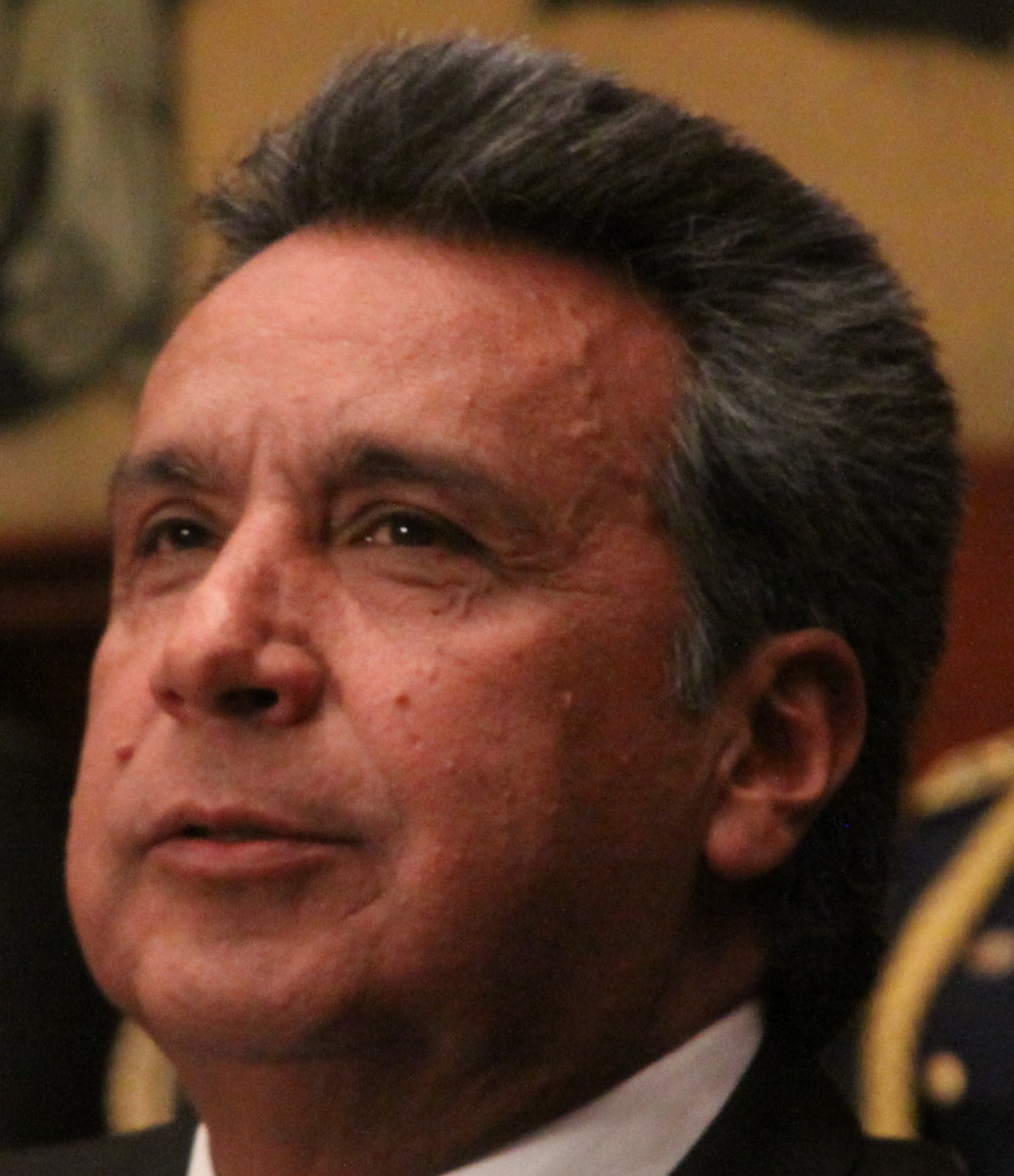
Lenín Moreno
72 años
 (2007 - 2013)
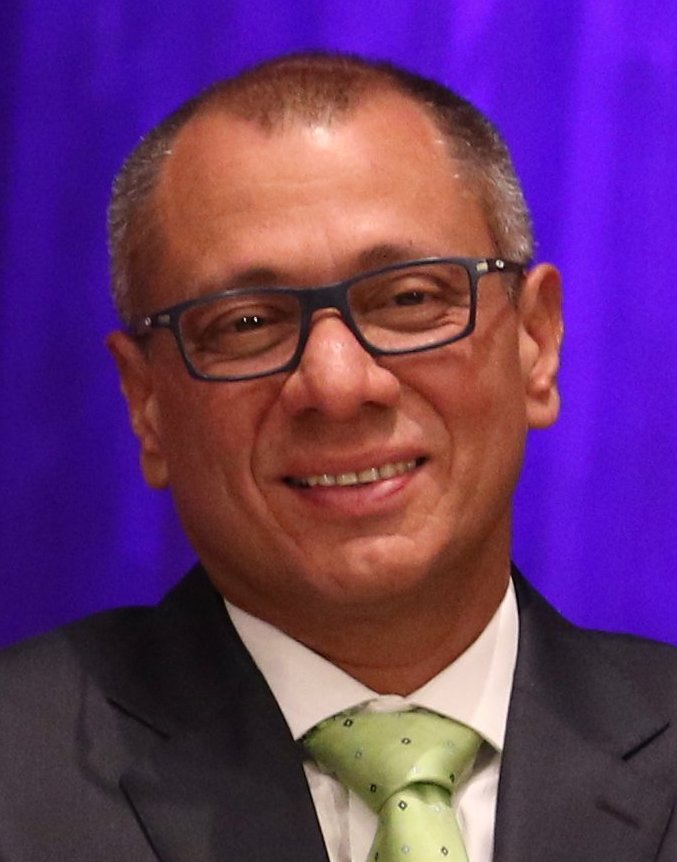
Jorge Glas
55 años
 (2013 - 2018)
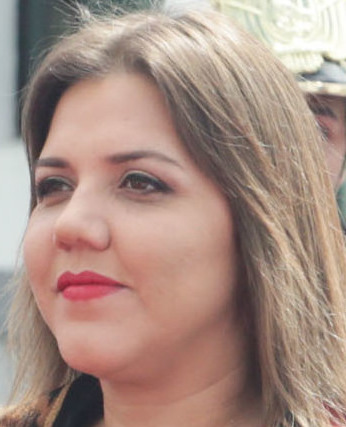
María Alejandra Vicuña
47 años
(2018)
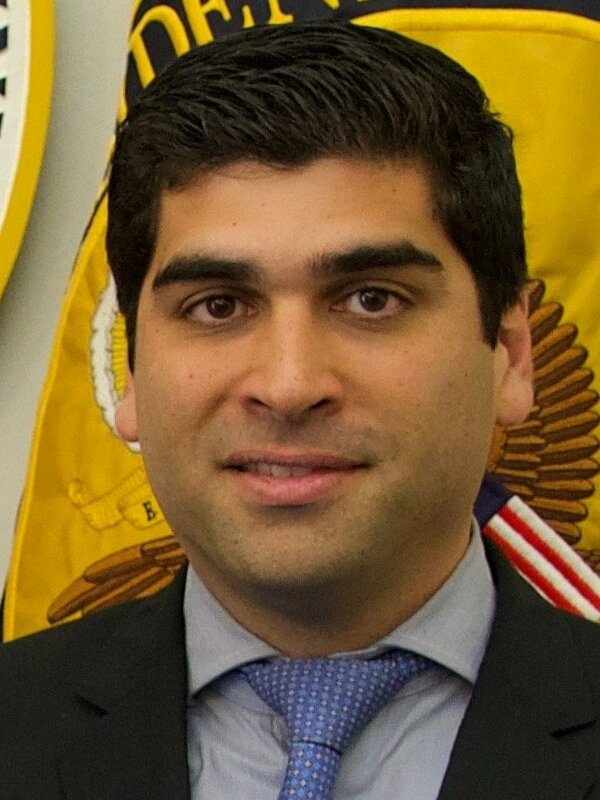
Otto Sonnenholzner
42 años
(2018 - 2020)
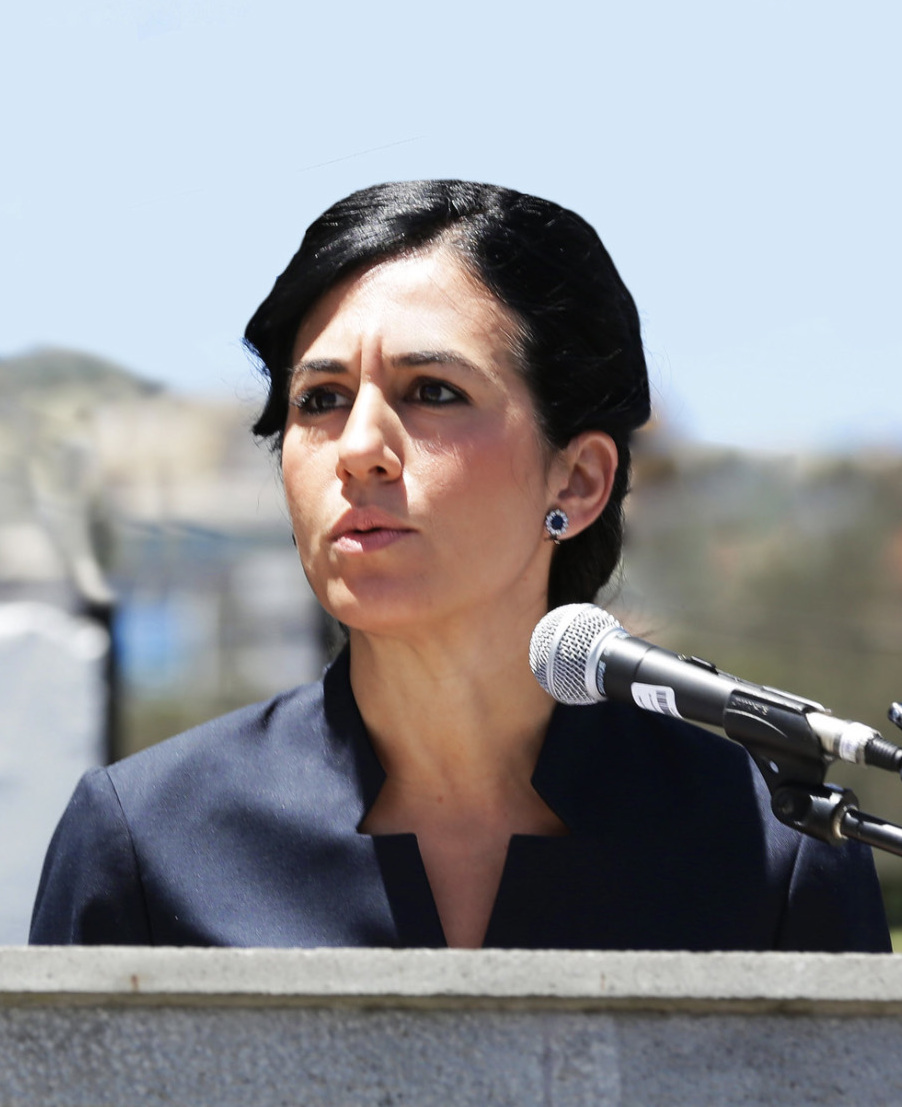
María Alejandra Muñoz
46 años
 (2020 - 2021)
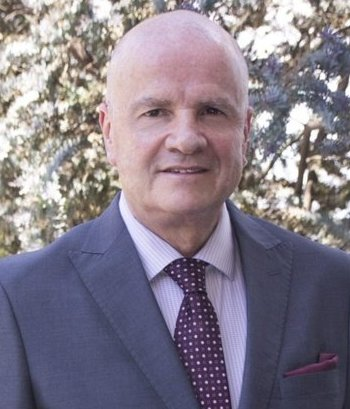
Alfredo Borrero
69 años
(2021 - 2023)
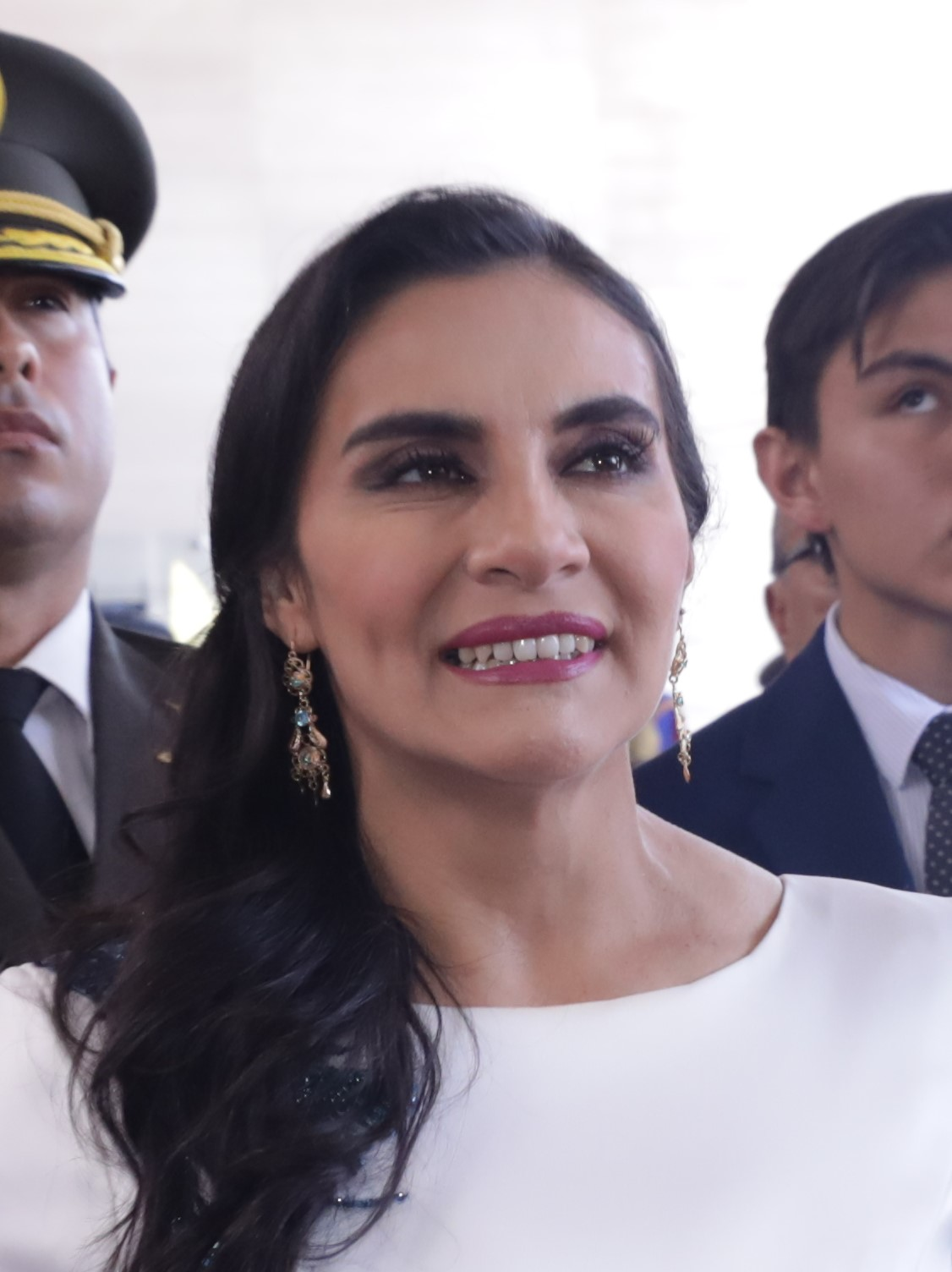
Verónica Abad[a 1]
48 años
(2023 - 2025)